# 新芝加哥竞技俱乐部
新芝加哥竞技俱乐部，一般稱為新芝加哥，是阿根廷布宜诺斯艾利斯马塔德罗斯区的一个竞技体育俱乐部。